# NGTS-1b
NGTS-1bは、地球から見てはと座の方向に約730光年離れた位置にある赤色矮星NGTS-1を公転している太陽系外惑星である。赤色矮星の周りを公転している惑星としては、史上初めて発見された木星よりも大きな巨大ガス惑星である。

## 特徴
| 木星 | NGTS-1b   |
| ---- | --------- |
| 木星 | Exoplanet |

木星の1.33倍の半径を持ち、主星からわずか490万kmの距離を2日半で公転しているため、ホット・ジュピターに分類される。2017年に、パラナル天文台で太陽系外惑星探索を行っている次世代トランジットサーベイ(NGTS)によって発見された。
NGTS-1bの大きな特徴は、小型の恒星の周りを公転している事にある。主星NGTS-1は、太陽の0.617倍の質量と0.573倍の半径しか持たない赤色矮星で、相対的にNGTS-1bはNGTS-1の23.8%もの大きさを有している事になる。これまでの惑星形成理論は、低質量の恒星は、大質量の恒星よりも少ない量の星間ガスから形成されるため、形成時の原始惑星系円盤の量も少なく、大型の巨大ガス惑星が形成される事は極めて困難であるとされ、赤色矮星の周りに木星質量の1～10倍の惑星が形成される確率は1個の赤色矮星につき0.07個と算出されている。実際に、これまで赤色矮星を公転している巨大惑星はケプラー45bやWASP-80bなど、数例しか報告されておらず、いずれもNGTS-1bほどの大きさは有していない。発見者のPeter Wheatleyは、主星が小型で暗いため、検出が遅れたとしている。
今後、打ち上げられる予定のジェームズ・ウェッブ宇宙望遠鏡によって大気が観測される可能性がある。
| 名称        | 惑星質量 （MJ） | 惑星半径 （RJ） | 主星質量 （M☉） | 主星 スペクトル | 発見年 | 出典  |
| ----------- | --------------- | --------------- | --------------- | --------------- | ------ | ----- |
| ケプラー45b | 0.505           | 0.96            | 0.59            | M               | 2011   | [ 5 ] |
| WASP-80b    | 0.554           | 0.952           | 0.57            | K7V             | 2013   | [ 6 ] |
| HATS-6b     | 0.319           | 0.998           | 0.574           | M1V             | 2014   | [ 7 ] |
| NGTS-1b     | 0.812           | 1.33            | 0.617           | M0.5            | 2017   | [ 4 ] |